# Andrij Demčenko
Andrij Anatolijovyč Demčenko (in ucraino Андрі́й Анато́лійови' Де́мченко?; Zaporižžja, 20 agosto 1976) è un allenatore di calcio ed ex calciatore ucraino, di ruolo centrocampista.

## Caratteristiche tecniche
Era un trequartista.

## Carriera

### Club
Durante la sua carriera veste le maglie di CSKA, Viktor Zaporižžja, Ajax, Torpedo Zaporižžja, Metalurh Zaporižžja, Obolon Kiev, Illičivec' e Dacia Chișinău.
Vanta 4 presenze in Eredivisie, 195 incontri nella prima divisione ucraina e 7 presenze nelle competizioni calcistiche europee.

## Palmarès

### Giocatore

#### Competizioni nazionali
- Campionato olandese: 2

Ajax: 1995-1996, 1997-1998
- Coppa dei Paesi Bassi: 1

Ajax: 1997-1998

#### Competizioni internazionali
- Supercoppa UEFA: 1

Ajax: 1995
- Coppa Intercontinentale: 1

Ajax: 1995

### Allenatore

#### Competizioni nazionali
- Campionato georgiano: 1

Dinamo Batumi: 2023